# Melanotaenia herbertaxelrodi
Melanotaenia herbertaxelrodi é uma espécie de peixe da família Melanotaeniidae.
É endémica da Papua-Nova Guiné.